# Villa apicifera
Villa apicifera är en tvåvingeart som först beskrevs av Walker 1865.  Villa apicifera ingår i släktet Villa och familjen svävflugor. Inga underarter finns listade i Catalogue of Life.